# الغراوان
الغراوان أو مسألتي الغراوين في فقه المواريث هي أن يخلف المورث: أبا وأما ومعهما أحد الزوجين. وتعد هذه المسألة من المسائل ذات الخصوصية في طريقة التوريث، حيث يكون فيها للأم ثلث الباقي مع الأب.

## الغراوان
الغراوان أو مسألتي الغراوين هما مسألتان وقع فيهما التوريث بطريقة تختلف عن طريق التوريث المعروفة في فقه المواريث. ولها صورتان، أولاهما: أن يموت المورث وترك ثلاثة ورثة هم: الزوجة والأب والأم. وثانيهما: أن تموت المورثة وتترك ثلاثة من الورثة هم: الزوج والأب والأم. وفي الحالين تتكون المسألتان من أب وأم وأحد الزوجين. فمن مات عن زوجته وأبويه؛ فلزوجته الربع فرضا، ولو ماتت الزوجة عن زوجها وأبويها؛ فلزوجها النصف فرضا، والأبوان أي: (الأب والأم)، وتوريثهما في الصورتين متفق من حيث الحكم، لا من حيث قدر السهام التي يحصل عليها كل منهما. وميراث الأب بالتعصيب ولا ينقص حظه عن السدس، باطراد على جميع الأحوال، وميراث الأم بالفرض -دائما- وحظها في هاتين الصورتين فرض الثلث بناء على أصول التوريث، إلا أنها لا تحصل في هاتين الصورتين على الثلث الحقيقي، بل على ثلث الباقي، وهذا هو سبب الخصوصية لمسألتي الغراوين، في قاعدة التوريث.

## التسمية
سميت العمريتين لِأَنَّ عُمَرَ - رَضِيَ اللَّهُ عَنْهُ - قَضَى فِيهِمَا بِهَذَا الْقَضَاءِ، فَاتَّبَعَهُ عَلَى ذَلِكَ عُثْمَانُ، وَزَيْدُ بْنُ ثَابِتٍ، وَابْنُ مَسْعُودٍ، وَرُوِيَ ذَلِكَ عَنْ عَلِيٍّ وَبِهِ قَالَ الْحَسَنُ، وَالثَّوْرِيُّ وَمَالِكٌ، وَالشَّافِعِيُّ، - رَضِيَ اللَّهُ عَنْهُمْ -، وَأَصْحَابُ الرَّأْيِ.
وسميت الغراوان وذلك لاشتهارهما كالكوكب الاغر أي المضيء وقيل سميت بذلك لان الام غرت فيهما باعطائها الثلث لفظا لا معنى

## صورة المسألتين
مسألتي الغراوين مكونة من مسألتين يكون في كل مسألة ثلاثة من الورثة، هم: أب وأم وأحد الزوجين فلها صورتان.

### الصورة الأولى
الصورة الأولى أن تموت امرأة وتترك ثلاثة من الورثة: زوجها وأبوها وأمها. للزوج فرض النصف؛ لعدم وجود الفرع الوارث، ومخرج النصف هو: (اثنان)، وفرض الأم الثلث؛ لعدم وجود فرع وارث ولا عدد من الإخوة، ومخرج الثلث هو: (ثلاثة). أصل المسألة (ستة)؛ للتباين، من ضرب (اثنين في ثلاثة= ستة) (2×3= 6) للزوج النصف وهو: (ثلاثة) وللأم ثلث الباقي وهو: (واحد)، وللأب: (اثنان) من ستة، للتحقيق:
 (3+ 1+ 2= 6)
| وارث | رمز | 6 |
| ---- | --- | - |
| زوج  | ج   | 3 |
| أم   | م   | 1 |
| أب   | ب   | 2 |

- ج
- ب
- م

### الصورة الثانية
الصورة الثانية هي: أن يموت ميت ويترك زوجة وأما وأبا. للزوجة فرض الربع، ومخرجه: (أربعة) لعدم وجود فرع وارث، وللأم الثلث، ومخرجه: (ثلاثة) أصل المسألة: (اثنا عشر) ؛ للتباين: (أربعة في ثلاثة= اثنا عشر) (4× 3= 12). للزوجة الربع وهو: (ثلاثة) وللأم ثلث الباقي وهو: (ثلاثة) وللأب: (ستة) من اثنا عشر. للتحقيق:
(ثلاثة+ ثلاثة+ ستة= اثنا عشر)
| الوارث | رمز | 12 |
| ------ | --- | -- |
| زوجة   | جه  | 3  |
| أم     | م   | 3  |
| أب     | ب   | 6  |